# Вьюнов, Юрий Иванович
Юрий Иванович Вьюнов (род. 23 июля 1947 года) — советский и российский военачальник. Заместитель начальника штаба — начальник оперативного отдела штаба Северо-Кавказского военного округа. Руководитель филиала ВНИИ МВД России по ЮФО. Участник боевых действий на Северном Кавказе. Кандидат юридических наук (2001). Генерал-майор (1992).

## Биография
Вьюнов Юрий Иванович родился 23 июля 1947 года в городе Уссурийске Приморского края.
В 1973 году поступил и в 1977 окончил Криворожский горнорудный институт.

### Образование
- 1977 году Криворожский горнорудный институт
- 1976 году Военная академия имени М. В. Фрунзе с отличием.
- 1978-1990 ВА ГШ

### На воинской службе
В 1977 году был призван в Вооружённые силы СССР. 
1982 году поступил в 1985 году окончил с отличием Военную академию имени М.В. Фрунзе.
После академии направлен для прохождения дальнейшей службы в Забайкальский военный округ.

### На высших должностях
По окончании Военной академии Генерального штаба Вооружённых сил
1990 - 1995 годы заместитель начальника штаба – начальником оперативного управления штаба СКВО.
В 1992 году Указом Президента Российской Федерации присвоено очередное воинское звание «генерал-майор».
С 1995 по 1996 годы руководил штабом Объединённой группировки войск коллективных миротворческих сил в Республике Таджикистан. 
1997-2010 годы возглавлял в Ростове-на-Дону Северо-Кавказский отдел Всероссийского научно-исследовательского института Министерства внутренних дел Российской Федерации (позднее его преобразовали в Филиал ВНИИ МВД России по Южному федеральному округу). 
До 2010 года Юрий Иванович возглавлял Филиал ВНИИ МВД России по ЮФО.

### В отставке
с 2010 года в запасе.
Живёт и работает в городе в Ростове-на-Дону.
С 2012 года Инспектор Группы инспекторов Объединённого стратегического командования Южного военного округа Министерства обороны Российской Федерации.

## Семья
- жена
- дети

## Знаки отличия
- Орден «За службу Родине в Вооружённых Силах СССР» 3 степени
- Орден «За военные заслуги» (Россия)
- Медаль За боевые заслуги
- Медаль Суворова
- Юбилейная медаль «Двадцать лет Победы в Великой Отечественной войне 1941—1945 гг.»
- Медаль «За укрепление боевого содружества»
- Юбилейная медаль «300 лет Российскому флоту»
- Юбилейная медаль «50 лет Вооружённых Сил СССР»[1]
- Юбилейная медаль «60 лет Вооружённых Сил СССР»[2]
- Юбилейная медаль «70 лет Вооружённых Сил СССР»[3]
- Медаль «200 лет Министерству обороны»
- Медаль «За безупречную службу» I степени
- Медаль «За безупречную службу» II степени
- Медаль «За безупречную службу» III степени
- Медаль «За ратную доблесть» и др.
- Награждён именным оружием — пистолетом ПМ.
- Почётные грамоты и благодарности от Министра обороны РФ, Министра внутренних дел России, Комитета по безопасности Государственной Думы Федерального собрания Российской Федерации, Полномочного представителя Президента Российской Федерации в Южном федеральном округе.
- Имеет награды других ведомств
- Иностранные награды.